# Ptiolinites heidiae
Ptiolinites heidiae är en tvåvingeart som beskrevs av Mostovski, Jarzembowski, Coram och Jörg Ansorge 2000. Ptiolinites heidiae ingår i släktet Ptiolinites och familjen snäppflugor. Inga underarter finns listade i Catalogue of Life.